# El bote, el río y la gente
El bote, el río y la gente  es una película en blanco y negro de Argentina dirigida por Enrique Cahen Salaberry sobre el guion de Isaac Aisemberg y Carlos Adén que se estrenó el 1 de junio de 1960 y que tuvo como protagonistas a Silvia Legrand, Luisa Vehil, Alberto Dalbes, María Vaner y Luis Tasca. Este filme, rodado íntegramente en el Delta del Paraná fue el primero realizado por el director de regreso a la Argentina después de haber filmado cinco películas en España.
El filme fue galardonado con el premio a la mejor película en idioma castellano en el Festival Internacional de Cine de Mar del Plata de 1960.

## Sinopsis
Un grupo de personas llega un domingo al Tigre y unen en una tarde sus diferentes puntos de vista.

## Reparto
| Actor              | Personaje       |
| ------------------ | --------------- |
| Silvia Legrand     |                 |
| Luisa Vehil        | Sra. Mendizabal |
| Alberto Dalbes     |                 |
| María Vaner        |                 |
| Luis Tasca         |                 |
| Fina Basser        |                 |
| Enrique Guarnero   |                 |
| Jorge Hilton       |                 |
| Alita Román        |                 |
| Alejandro Anderson |                 |
| Héctor Gancé       |                 |
| Emilio Alfaro      |                 |
| Jesús Pampín       |                 |
| Amalia Britos      |                 |
| Luis Yané          |                 |
| E. Yané            |                 |
| Guillermo Longoni  |                 |
| Alicia López Monet |                 |
| Carlos Carella     |                 |
| Libertad Leblanc   |                 |
| Víctor Martucci    |                 |
| Pedro Buchardo     |                 |

## Comentarios
Boris Zipman opinó sobre el filme:

”Un bote que habla, demasiada gente y falta de humanidad…El director…no comprendió lo que estaba haciendo. Ignoró lo humano, deshilvanó en forma total la acción, demostró su desconocimiento de los matices de la emoción y dejó que los actores recitaran enfáticamente su parte.”

La Nación por su parte dijo :

”La intención que guió a los libretistas de este film es noble, pero el resultado concreto es epidérmico.”